# ㅑ
ㅑ是朝鲜语谚文中的一个元音字母，在韩国的谚文字母表中排序第16位。该字母的名称为“야”。
ㅑ是一个双元音，读作/jɐ/，由硬颚近音半元音/j/和/ɐ/连读而组成。
ㅑ在馬-賴轉寫和文观部式中均被转写为ya。
ㅑ在朝鲜语盲文中，被表记为。其摩尔斯电码为“・・”。

## 字符编码
| 種類               | 用途 | Unicode | HTML     |
| ------------------ | ---- | ------- | -------- |
| 諺文相容字母       | ㅑ   | U+3151  | &#12625; |
| 諺文字母應用       |      | U+1163  | &#4451;  |
| 漢陽私人使用區應用 |      | U+F80C  | &#63500; |
| 半形字母           | ￄ    | U+FFC4  | &#65476; |